# Copa del Rey de baloncesto 2025
La 89.ª edición de la Copa del Rey de baloncesto tuvo lugar en el Gran Canaria Arena de Las Palmas de Gran Canaria del 13 al 16 de febrero de 2025.

## Equipos participantes
Los ocho primeros clasificados después de la primera mitad de la temporada regular de la Liga ACB 2024-25, se clasificaron para el torneo. Siendo los cuatro primeros cabezas de serie.
- Unicaja Málaga
- Real Madrid
- Valencia Basket
- La Laguna Tenerife
- Joventut Badalona
- Dreamland Gran Canaria
- Baxi Manresa
- F. C. Barcelona

## Sorteo
El 21 de enero tuvo lugar en el Auditorio Alfredo Kraus el sorteo de emparejamientos de los cuartos de final.

## Resultados
Los horarios se muestran en la hora peninsular.
|  | Cuartos de final       | Cuartos de final       |                       |    | Semifinales | Semifinales |  |  | Final | Final |
|  |                        |                        |                       |    |             |             |  |  |       |       |
|  | 13 de febrero de 2025  |                        |                       |    |             |             |  |  |       |       |
|  |                        |                        |                       |    |             |             |  |  |       |       |
|  | Unicaja Málaga         | 100                    |                       |    |             |             |  |  |       |       |
|  | Unicaja Málaga         | 100                    | 15 de febrero de 2025 |    |             |             |  |  |       |       |
|  | Joventut Badalona      | 83                     |                       |    |             |             |  |  |       |       |
|  | Joventut Badalona      | 83                     | Unicaja Málaga        | 90 |             |             |  |  |       |       |
|  | 13 de febrero de 2025  |                        | Unicaja Málaga        | 90 |             |             |  |  |       |       |
|  |                        | La Laguna Tenerife     | 83                    |    |             |             |  |  |       |       |
|  | La Laguna Tenerife     | La Laguna Tenerife     | 83                    | 91 |             |             |  |  |       |       |
|  | La Laguna Tenerife     |                        | 16 de febrero de 2025 | 91 |             |             |  |  |       |       |
|  | F. C. Barcelona        | 86                     |                       |    |             |             |  |  |       |       |
|  | F. C. Barcelona        | 86                     | Unicaja Málaga        | 93 |             |             |  |  |       |       |
|  | 14 de febrero de 2025  |                        | Unicaja Málaga        | 93 |             |             |  |  |       |       |
|  |                        | Real Madrid            | 79                    |    |             |             |  |  |       |       |
|  | Real Madrid            | Real Madrid            | 79                    | 92 |             |             |  |  |       |       |
|  | Real Madrid            | 15 de febrero de 2025  |                       | 92 |             |             |  |  |       |       |
|  | Baxi Manresa           | 69                     |                       |    |             |             |  |  |       |       |
|  | Baxi Manresa           | 69                     | Real Madrid           | 80 |             |             |  |  |       |       |
|  | 14 de febrero de 2025  |                        | Real Madrid           | 80 |             |             |  |  |       |       |
|  |                        | Dreamland Gran Canaria | 63                    |    |             |             |  |  |       |       |
|  | Dreamland Gran Canaria | Dreamland Gran Canaria | 63                    | 79 |             |             |  |  |       |       |
|  | Dreamland Gran Canaria |                        |                       | 79 |             |             |  |  |       |       |
|  | Valencia Basket        | 65                     |                       |    |             |             |  |  |       |       |
|  | Valencia Basket        | 65                     |                       |    |             |             |  |  |       |       |

## Cuartos de final
| 13 de febrero de 2025 | Unicaja Málaga                                                        | 100–83                                | Joventut Badalona                                                          | Las Palmas de Gran Canaria |  |
| 18:30                 | Parciales: 21–16, 21–26, 31–19, 27–22                                 | Parciales: 21–16, 21–26, 31–19, 27–22 | Parciales: 21–16, 21–26, 31–19, 27–22                                      | |  |
|                       | Estadísticas D. Osetkowski 18 D. Osetkowski 7 K. Perry 9 K. Taylor 23 | Reporte Pts Reb Asts Val              | Estadísticas 23 S. Dekker 5 A. Hanga 3 K. Robertson, A. Tomić 22 S. Dekker | Pabellón: Gran Canaria Arena Asistencia: 8784 espectadores Árbitros: Juan Carlos García González Martín Caballero Madrid Rafael Serrano Velázquez Televisión: Vamos por M+ |  |

| 13 de febrero de 2025 | La Laguna Tenerife                                                  | 91–86                                 | F. C. Barcelona                                                                    | Las Palmas de Gran Canaria |  |
| 21:30                 | Parciales: 23–33, 24–21, 19–19, 25–13                               | Parciales: 23–33, 24–21, 19–19, 25–13 | Parciales: 23–33, 24–21, 19–19, 25–13                                              | |  |
|                       | Estadísticas M. Huertas 22 M. Huertas 6 B. Fitipaldo 7 F. Guerra 31 | Reporte Pts Reb Asts Val              | Estadísticas 17 T. Satoranský 6 Y. Fall, J. Parra 7 T. Satoranský 20 T. Satoranský | Pabellón: Gran Canaria Arena Asistencia: 9152 espectadores Árbitros: Emilio Pérez Pizarro Carlos Cortés Rey Iyán González Gálvez Televisión: Movistar Plus+ |  |

| 14 de febrero de 2025 | Real Madrid                                                   | 92–69                                | Baxi Manresa                                                       | Las Palmas de Gran Canaria |  |
| 18:30                 | Parciales: 22–22, 21–8, 20–19, 29–20                          | Parciales: 22–22, 21–8, 20–19, 29–20 | Parciales: 22–22, 21–8, 20–19, 29–20                               | |  |
|                       | Estadísticas M. Hezonja 24 D. Musa 8 S. Llull 4 M. Hezonja 25 | Reporte Pts Reb Asts Val             | Estadísticas 17 D. Alston Jr. 9 B. Massa 4 R. Obasohan 22 B. Massa | Pabellón: Gran Canaria Arena Asistencia: 9218 espectadores Árbitros: Carlos Peruga Embid Jordi Aliaga Solé Alfonso Olivares Iglesias Televisión: Movistar Plus+ |  |

| 14 de febrero de 2025 | Dreamland Gran Canaria                                      | 79–65                                 | Valencia Basket                                                   | Las Palmas de Gran Canaria |  |
| 21:30                 | Parciales: 19–15, 21–16, 25–20, 14–14                       | Parciales: 19–15, 21–16, 25–20, 14–14 | Parciales: 19–15, 21–16, 25–20, 14–14                             | |  |
|                       | Estadísticas M. Tobey 19 M. Tobey 7 A. Albicy 7 M. Tobey 29 | Reporte Pts Reb Asts Val              | Estadísticas 15 J. Montero 9 M. Costello 3 C. Jones 14 J. Montero | Pabellón: Gran Canaria Arena Asistencia: 9673 espectadores Árbitros: Antonio Conde Ruiz Òscar Perea Lorente Arnau Padrós Feliu Televisión: Vamos por M+ |  |

## Semifinales
| 15 de febrero de 2025 | Unicaja Málaga                                                      | 90–83                                 | La Laguna Tenerife                                                                        | Las Palmas de Gran Canaria |  |
| 18:30                 | Parciales: 21–15, 17–24, 34–21, 18–23                               | Parciales: 21–15, 17–24, 34–21, 18–23 | Parciales: 21–15, 17–24, 34–21, 18–23                                                     | |  |
|                       | Estadísticas Y. Sima 21 J. Barreiro, Y. Sima 8 A. Díaz 6 Y. Sima 24 | Reporte Pts Reb Asts Val              | Estadísticas 18 M. Huertas 7 G. Shermadini 5 B. Fitipaldo, G. Shermadini 26 G. Shermadini | Pabellón: Gran Canaria Arena Asistencia: 9245 espectadores Árbitros: Juan Carlos García González Rafael Serrano Velázquez Alfonso Olivares Iglesias Televisión: Movistar Plus+ |  |

| 15 de febrero de 2025 | Dreamland Gran Canaria                                           | 63–80                                 | Real Madrid                                                          | Las Palmas de Gran Canaria |  |
| 21:30                 | Parciales: 16–10, 15–20, 16–25, 16–25                            | Parciales: 16–10, 15–20, 16–25, 16–25 | Parciales: 16–10, 15–20, 16–25, 16–25                                | |  |
|                       | Estadísticas C. Homesley 15 M. Salvó 8 C. Homesley 5 M. Salvó 15 | Reporte Pts Reb Asts Val              | Estadísticas 14 M. Hezonja 11 W. Tavares 7 F. Campazzo 19 W. Tavares | Pabellón: Gran Canaria Arena Asistencia: 9800 espectadores Árbitros: Antonio Conde Ruiz Fernando Calatrava Cuevas Arnau Padrós Feliu Televisión: Vamos por M+ |  |

## Final
| 16 de febrero de 2025 | Unicaja Málaga                                              | 93–79                                 | Real Madrid                                                                                  | Las Palmas de Gran Canaria |  |
| 20:00                 | Parciales: 18–15, 21–21, 25–19, 29–24                       | Parciales: 18–15, 21–21, 25–19, 29–24 | Parciales: 18–15, 21–21, 25–19, 29–24                                                        | |  |
|                       | Estadísticas K. Perry 27 K. Taylor 8 K. Perry 6 K. Perry 32 | Reporte Pts Reb Asts Val              | Estadísticas 14 F. Campazzo, S. Llull 6 F. Campazzo, W. Tavares 5 F. Campazzo 21 F. Campazzo | Pabellón: Gran Canaria Arena Asistencia: 9870 espectadores Árbitros: Emilio Pérez Pizarro Òscar Perea Lorente Jordi Aliaga Solé Televisión: Movistar Plus+ |  |

| Campeones de la Copa del Rey 2025 |
| --------------------------------- |
| Unicaja Málaga                    |
| 3.º título                        |

- MVP: Kendrick Perry[4]

## Minicopa Endesa

### Final
| 16 de febrero de 2025 | F. C. Barcelona                                                 | 86–71                                 | Real Madrid                                                     | Las Palmas de Gran Canaria |  |
| 14:00                 | Parciales: 21–16, 22–29, 23–13, 20–13                           | Parciales: 21–16, 22–29, 23–13, 20–13 | Parciales: 21–16, 22–29, 23–13, 20–13                           | |  |
|                       | Estadísticas K. Martinsons 21 C. Bamba 12 A. Auer 4 C. Bamba 30 | Reporte Pts Reb Asts Val              | Estadísticas 18 J. Jiménez 12 J. Jiménez 6 S. Coto 22 A. Alonso | Pabellón: Gran Canaria Arena Asistencia: 4216 espectadores Árbitros: Alberto Baena Arroyo David Sánchez Benito Gustavo Gil Alemán Televisión: Movistar Plus+ |  |

| Campeones de la Minicopa Endesa 2025 |
| ------------------------------------ |
| F. C. Barcelona                      |
| 8.º título                           |

- MVP: Cheikh Bamba[5]